# فردین صاحب‌الزمانی
فردین صاحب‌الزمانی (زادهٔ ۱۳۴۲) کارگردان، فیلم‌نامه‌نویس، تدوین‌گر، صداگذار و منتقد فیلم اهل ایران است.
صاحب‌الزمانی فارغ‌التحصیل رشته کارگردانی سینما از دانشگاه هنر تهران است.

## آثار

### کارگردان و فیلم‌نامه‌نویس
- چیزهایی هست که نمی‌دانی (۱۳۸۹)

### تدوینگر
- پله آخر (۱۳۹۰)
- چیزهایی هست که نمی‌دانی (۱۳۸۹)
- در دنیای تو ساعت چند است؟ (۱۳۹۲)

### صداگذاری و میکس صدا
- پله آخر (۱۳۹۰)
- چیزهایی هست که نمی‌دانی (۱۳۸۹)
- سیمای زنی در دوردست(۱۳۸۲)
- بهشت از آن تو (۱۳۷۹)
- بچه‌های بد (۱۳۷۹)
- چتری برای دو نفر (۱۳۷۹)

### فیلم‌های کوتاه
- فصل سرد (۱۳۸۴)
- کوارتت برای سه ساز (۱۳۷۶)

## جوایز و افتخارات
- جایزه  ویژه جشنواره فیلم کارلووی واری برای فیلم چیزهایی هست که نمی‌دانی